# تشاه محمد رضا (سفيد دشت)
تشاه محمد رضا (بالإنجليزية: Chah-e Mohammad Reza)‏ هي منطقة سكنية تقع في إيران في أصفهان.